# هتل شانگری-لا، کلمبو
هتل شانگری-لا، کلمبو (انگلیسی: Shangri-La Hotel, Colombo) یک هتل پنج ستاره در کلمبو، سری‌لانکا می‌باشد. هتل‌های شانگری-لا مالک این هتل می‌باشد. این هتل یکی از مکان‌های بود که بمب‌گذاری‌های ۲۰۱۹ روز عید پاک در آن اتفاق افتاد.